# Colydiinae
Colydiinae es una  subfamilia de coleópteros polífagos tenebrionoideos pertenecientes a la familia Zopheridae.

## Tribus
Comprende las siguientes tribus:
Se aceptan nueve tribus según los autores.
- Acropini[verifica la fuente]
- Adimerini
- Colydiini Billberg, 1820
- Gempylodini
- Nematidiini

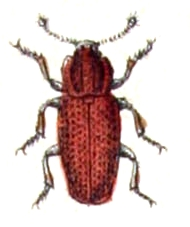
Posiblemente Pycnomerus terebrans

- Orthocerini[verifica la fuente] Blanchard, 1845 (= Sarrotriini Billberg, 1820 (nombre rechazado))
- Rhagoderini
- Rhopalocerini
- Synchitini Erichson, 1845 (a veces en Colydiini)

## Géneros seleccionados
- Ablabus Broun, 1880
- Acolobicus
- Acolophoides Slipinski & Lawrence, 1997
- Acolophus Sharp, 1885
- Acostonotus Slipinski & Lawrence, 1997
- Acropis Burmeister, 1840
- Afrorthocerus
- Allobitoma Broun, 1921
- Alluauditoma
- Anosyana
- Antilissus Sharp, 1879
- Ascomma
- Asprotera
- Asynchita
- Atyscus
- Aulonium Erichson, 1845
- Bhutania
- Bitoma Herbst, 1793
- Bolcocius Dajoz, 1977
- Bulasconotus Ślipiński & Lawrence, 1997
- Bupala
- Cacotarphius
- Caprodes Pascoe, 1863
- Catolaemus
- Cebia Pascoe, 1863
- Cerchanotus Erichson, 1845
- Chorasus Sharp, 1882 (including Vitiacus)
- Cicablabus Slipinski & Lawrence, 1997
- Cicones
- Ciconissus Broun, 1893 (including Caanthus)
- Colobicones Grouvelle, 1918
- Colobicus Latreille, 1807
- Colydium Fabricius, 1792
- Colydodes
- Corticus Germar, 1824
- Coxelus Dejean, 1821
- Dechomus
- Denophloeus
- Diodesma Latreille, 1829
- Diplagia Reitter, 1882
- Diplotoma
- Ditomoidea
- Emilka
- Endeitoma Sharp, 1894
- Endocoxelus
- Endophloeus Dejean, 1834
- Enhypnon Carter, 1919
- Epistranodes Slipinski & Lawrence, 1997
- Epistranus Sharp, 1878
- Erylus
- Eucicones
- Eudesma
- Eulachus
- Faecula Slipinski & Lawrence, 1997
- Fenerivia
- Gempylodes Pascoe 1863
- Glenentela Broun, 1893
- Glyphocryptus Sharp, [1885]
- Helioctamenus Schaufuss, 1882
- Heterargus Sharp, 1886 (including Gathocles, Protarphius)
- Holopleuridia
- Hyberis
- Hybonotus Ślipiński & Lawrence, 1997
- Hystricones
- Isotarphius
- Kanantsia
- Labrotrichus
- Langelandia Aubé, 1843[verifica la fuente]
- Lascobitoma Slipinski & Lawrence, 1997
- Lasconotus Erichson, 1845
- Lascotonus
- Lascotrichus
- Lastrema Reitter, 1882
- Linophloeus
- Lobogestoria
- Lobomesa Slipinski & Lawrence, 1997
- Lyreus Aubé, 1861
- Madacones
- Madadesia
- Madenphloeus
- Mamakius
- Megataphrus
- Microprius Fairmaire, 1868
- Microsicus
- Mnionychus
- Monoedus Horn, 1882 (incluyendo Adimerus)
- Munaria Reitter, 1882
- Namunaria Reitter, 1882 (incluye Sympanotus)
- Nematidium Erichson, 1845
- Neotrichus Sharp, 1885
- Niphopelta Reitter, 1882
- Norix Broun, 1893
- Nosodomodes Reitter, 1922
- Notocoxelus Ślipiński & Lawrence, 1997
- Orthocerus Latreille, 1796 (incluye Sarrotrium)
- Paha
- Paratarphius
- Paryphus
- Pharax
- Phloeodalis
- Phloeonemus
- Phormesa
- Phorminx Carter & Zeck, 1937
- Phreatus
- Priolomopsis
- Priolomus
- Pristoderus Hope, 1840 (incluye Dryptops, Enarsus, Recyntus, Sparactus)
- Prosteca Wollaston, 1860
- Pseudendestes Lawrence, 1980
- Pseudocorticus
- Pseudotarphius
- Rechodes
- Rhagodera Mannerheim 1843
- Rhopalocerus Redtenbacher, 1842
- Rytinotus Broun, 1880
- Sallachius
- Sassaka
- Sechellotoma
- Sprecodes
- Synagathis Carter & Zeck, 1937
- Syncalus Sharp, 1876 (incluye Acosmetus)
- Synchita Hellwig, 1792
- Tarphiablabus Ślipiński & Lawrence, 1997
- Tarphiomimus Wollaston, 1873
- Tarphiosoma
- Tarphius Erichson, 1845
- Tentablabus Slipinski & Lawrence, 1997
- Todima Grouvelle, 1893
- Todimopsis Ślipiński & Lawrence, 1997
- Trachypholis Erichson, 1845
- Trigonophloeus
- Xylolaemus Redtenbacher, 1858
- Zanclea